# Spesa per la Difesa
La locuzione spesa per la difesa indica l'insieme delle uscite statali, all'interno della spesa pubblica, destinate al finanziamento dell'attività delle forze armate e della difesa del territorio nazionale da minacce militari esterne.

## Descrizione

### Definizione
La difesa nazionale è ritenuta dagli economisti il “bene pubblico puro” per eccellenza, con delle caratteristiche e delle peculiarità che lo contraddistinguono da ogni altro servizio offerto dallo Stato.
Analizzando il bene pubblico puro “difesa nazionale”, partendo per assurdo dall'ipotesi che sia necessario difendere la nazione ma che lo stato non fornisca questo tipo di servizio. Un'ipotetica azienda privata non sarebbe mai incentivata a provvedere a questa mancanza perché avrebbe bisogno di finanziamento e non potrebbe escludere chi decidesse di non pagare per contribuire alla difesa: infatti nessuno è incentivato a pagare volontariamente un servizio di cui sa che ne beneficerà comunque (fenomeno del “free rider”). Questo è il motivo per cui è lo stato che deve provvedere alla difesa e finanziarla imponendo tasse obbligatorie ai cittadini. Per questo la difesa è ritenuta un bene pubblico puro.
Inoltre, i bilanci della funzione difesa necessariamente si intrecciano con le altre voci della spesa pubblica come il welfare ma con la differenza che sanità ed istruzione, ad esempio, sono beni privati puri: escludibili e con costi marginali non nulli. Questo implica che, se per questi beni forniti comunque con il contributo dallo stato si può discutere sia sui loro metodi di gestione ed organizzazione che sull'ipotesi di affidarli ai privati nell'ottica di ridurre la spesa pubblica, per la difesa si possono pensare diversi modelli e modalità per attuarla, anche in un'ottica di riduzione delle dimensioni ed aumento dell'efficienza.

### Finanziamento
La spesa militare è finanziata direttamente con Fondi del Ministero della Difesa, ma in parte consistente con fondi stanziati su capitoli di spesa previsti nei bilanci di altri Ministeri, come quello dello Sviluppo Economico, non risultanti nelle immediate disponibilità del settore militare.
La legge n. 244/2012 stabilisce le procedure per il finanziamento di programmi pluriennali del settore difesa, nell'ottica di un più incisivo controllo parlamentare sugli investimenti e una più profonda condivisione delle responsabilità tra Governo e Parlamento per l'adeguamento dei sistemi e delle dotazioni dei militari.
Annualmente, entro la data del 30 aprile, il Ministro della difesa provvede a trasmettere al Parlamento, nell'ambito della nota aggiuntiva di cui agli articoli 12 e 548, il piano di impiego pluriennale che riassume:
- il quadro generale delle esigenze operative delle Forze armate, comprensive degli indirizzi strategici e delle linee di sviluppo capacitive;
- l'elenco dei programmi d'armamento e di ricerca in corso ed il relativo piano di programmazione finanziaria, indicante le risorse assegnate a ciascuno dei programmi per un periodo non inferiore a tre anni, compresi i programmi di ricerca o di sviluppo finanziati nello stato di previsione del Ministero dello sviluppo economico. Nell'elenco sono altresì indicate le condizioni contrattuali, con particolare riguardo alle eventuali clausole penali.
- sotto forma di bilancio consolidato, tutte le spese relative alla funzione difesa, comprensive delle risorse assegnate da altri Ministeri.

Lo schema di decreto viene trasmesso alle Camere per l'espressione del parere delle Commissioni Difesa, entro quaranta giorni, dopodiché vale il silenzio-assenso. In caso di parere contrario, il Governo rinvia lo schema di decreto modificato tenendo conto delle richieste delle Commissioni, con ulteriori 30 giorni per il secondo esame del testo.

Se le Commissioni esprimono sullo schema di decreto un secondo parere contrario a maggioranza assoluta dei componenti, motivato con riferimento alla mancata coerenza con il piano di impiego pluriennale della Nota aggiuntiva, il programma proposto dal Governo non potrà essere adottato. In ogni altro caso, il governo potrà invece procedere all'adozione del decreto.
Rispetto alla legge 436/1988 (cosiddetta "Legge Giacchè") sono rafforzati gli obblighi di informativa e trasparenza verso il Parlamento, e il ruolo delle Commissioni Difesa, che in precedenza non potevano in nessun caso bocciare in via definitiva una proposta di finanziamento, che il Governo poteva ripresentare mediante decreto: la nuova norma invece prevede che se la proposta non è conforme alle esigenze operative dichiarate dalle Forze Armate o alle previsioni di spesa, non possa essere adottata.

## Il dibattito

### Tesi in favore
Chi è favorevole a questo tipo di spesa ne sostiene i benefici prodotti sull'economia nazionale dalla fornitura di numerosi beni e le ricadute importanti sul sostegno alla politica estera ed alla credibilità internazionale di una Nazione. Inoltre si sostiene che scarsi investimenti in sicurezza e Difesa possono colpire un grande comparto dell'economia che opera in ambito internazionale e che vede in sé un mix di industria pesante (si pensi alla cantieristica navale) e settori di alta tecnologia (come ad esempio i sensori, i sistemi d'arma e comunicazione). L'obiettivo principale della spesa militare è inoltre quello di garantire la difesa dei confini nazionali; senza un esercito preparato, l'Italia sarebbe facile preda di chiunque manifestasse in epoca presente o futura intenzioni ostili. Inoltre le spese per la Difesa, essendo di importanza strategica e avendo come cliente lo stato, sono generalmente sostenute verso aziende con bassi indici di delocalizzazione questo a causa di molteplici fattori:
- Lo Stato, che è generalmente unico cliente, può pretendere che i soldi spesi abbiano un ritorno in tasse e rimangano sul territorio nazionale.
- A causa dell'elevato valore strategico, deve essere garantita anche la produzione durante scenari di crisi non necessariamente prevedibili. Questo impone che la produzione e la progettazione siano in area amiche o in territorio nazionale
- La protezione dei dati sensibili è generalmente facilitata dall'utilizzo di personale nazionale generalmente più fedele allo stato finanziatore rispetto al dipendente straniero.
- La delocalizzazione è generalmente spinta dalle produzioni di massa che richiedono un alto numero di personale e dove la diminuzione del costo orario del dipendente, rilevante rispetto ai costi di progetto, giustifica le spese generate dai viaggi e dalla costruzione di filiali in paesi stranieri.  Nella Difesa, invece, generalmente le produzioni sono molto limitate e i costi di progetto sono maggiori rispetto ai costi di produzione.

### Tesi contrarie
Molti movimenti e associazioni vorrebbero una riduzione di questo tipo di spesa poiché questa avrebbe come effetto l'aumento della tensione internazionale e il rischio di conflitti armati, spesso dettati da interessi diversi da quelli della collettività. Il tutto sottraendo risorse che potrebbero potenzialmente essere destinate ad altre voci del bilancio statale, come ad esempio 
welfare e servizi pubblici.

## Nel mondo

### Italia
Si distingue tra "bilancio della Difesa" e "funzione Difesa". Il primo è l'ammontare complessivo delle risorse finanziarie messe di anno in anno a disposizione del Ministero della Difesa mentre la Funzione costituisce quella parte del Bilancio che viene effettivamente destinata alle forze armate italiane. In quest'ottica il Bilancio della Difesa si divide tra "funzione Difesa" (che ne costituisce la gran parte), "anticipo pensioni" (sotto forma di un istituto che prende il nome di “ausiliaria” che costituisce un pensionamento anticipato per chi lascia le forze armate), "funzione sicurezza pubblica" e una serie di "funzioni esterne" che sono spese non riconducibili alla Difesa nazionale.
Per quanto riguarda la procedura di autorizzazione delle spese, la legge 4 ottobre 1988, n. 436 è successivamente confluita negli articoli 536 e seguenti del Codice dell'ordinamento militare. Il DPR 15 novembre 2012, n. 236 regolamenta la definizione del prezzo e delle condizioni di acquisto per appalti e forniture, ad affidamento diretto o con gara d'appalto pubblicata nella Gazzetta Ufficiale della Repubblica Italiana, con le procedure della NATO. Il criterio generale è quello dell'offerta al prezzo più basso (art. 33-34), salvo valutazione di congruità.

### Unione Europea
Parlamento e Consiglio dell'Unione europea hanno stabilito una dotazione di 13 miliardi di euro per il fondo europeo per la difesa, relativamente al periodo 2021-2027, da inserirsi nel bilancio pluriennale dell'UE. In particolare, 4,1 miliardi sono vincolati ad attività di ricerca (finanziabili fino al 100%), mentre 8,9 mld a cofinanziare attività di sviluppo a progetti, i quali:
- prevedano l'adesione di almeno tre soggetti idonei provenienti da almeno tre Stati membri dell'Unione europea o associati;
- siano concordati dagli Stati membri nel quadro della politica estera e di sicurezza comune.

### Svezia
Per fronteggiare la minaccia russa, la Svezia ha approvato nel novembre 2024 un documento programmatico che prevede di elevare la spesa bellica al 2.6% del PIL già a partire dal 2028, investendo altri 170 miliardi di corone svedesi (14,79 miliardi di euro) nelle forze di difesa militare, insieme a 37,3 miliardi di corone in quella civile.

### Danimarca
Similmente alla Svezia, anche la Danimarca ha annunciato l'aumento della spesa militare dal 2.37 al 3.2% del PIL per il biennio 2025-2026, per un valore di 16 miliardi di euro. Nel 2022 la spesa militare era pari all'1.37% del PIL.

### Russia
A seguito del conflitto russo-ucraino, al 2024 la spesa militare della Russia ha raggiunto l'8% del PIL; mentre quella dell'Ucraina il 33% del PIL.